# Khoratpithecus piriyai
A Khoratpithecus piriyai egy történelem előtti orángután a késő miocén kori Thaiföldről.